# 巴托洛梅島
巴托洛梅島是智利的島嶼，位於該國南部德雷克海峽，由麥哲倫-智利南極大區負責管轄，屬於迭戈拉米雷斯群島的一部分，是多種信天翁的繁殖地點，島上無人居住。

## 地理環境與生態
巴托洛梅島面積0.93平方公里，最高點海拔高度190米，是迭戈拉米雷斯群島的最大島，面積為第二大島岡薩洛島的兩倍以上，位於介於南美洲與南極洲的德瑞克海峽之中。巴托洛梅島除了是黑眉信天翁與灰頭信天翁（grey-headed albatross）的重要繁殖地（前者有超過35000對，後者有超過9000對）以外，也是南方巨鸌（southern giant petrel）的重要繁殖地。
|  |